# 가메야마성 (교토부)

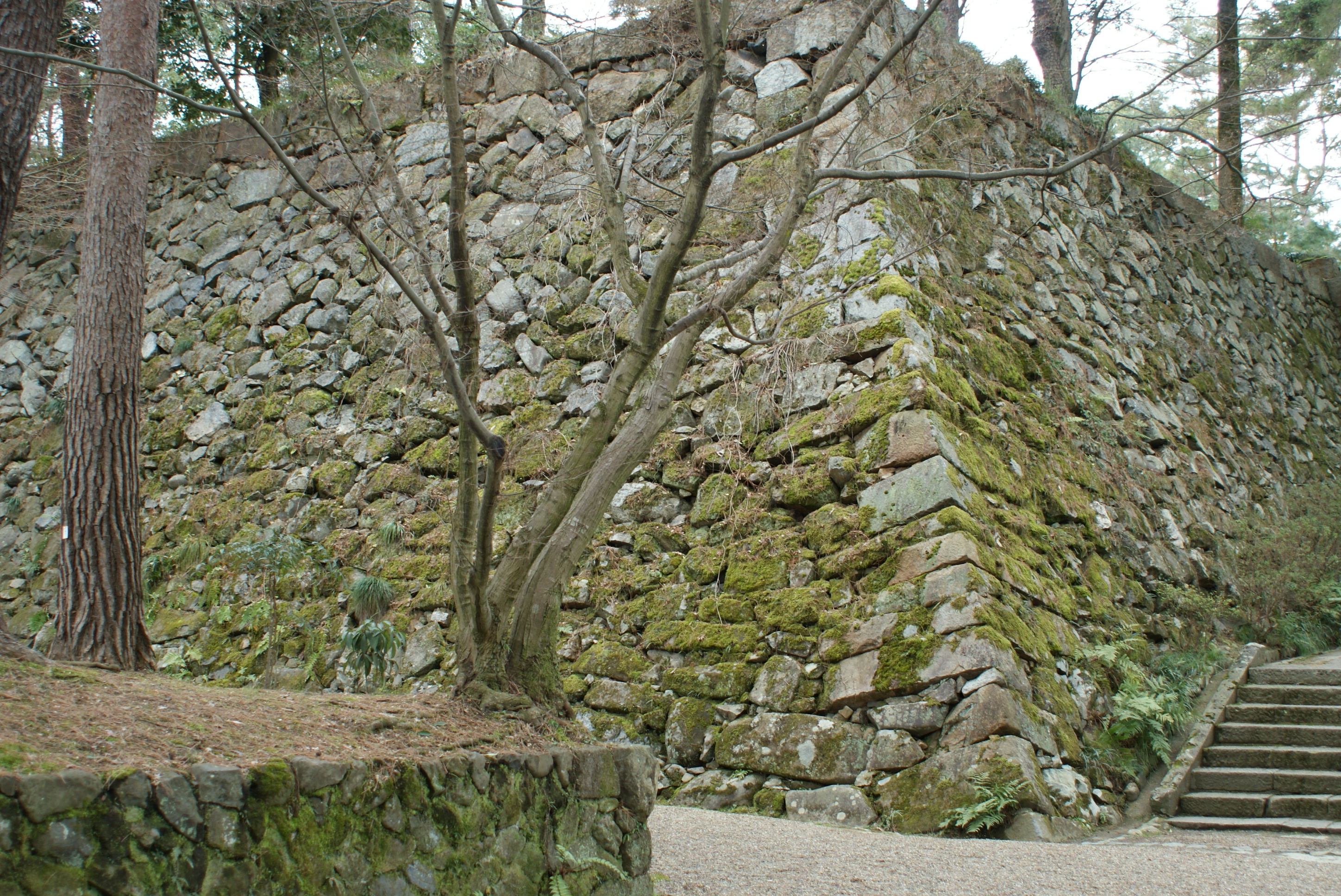
석벽

가메야마성(일본어: 亀山城 가메야마조[*])은 교토부 가메오카시에 있는 평산성이다. 아케치 미쓰히데가 단바 국 통치의 거점으로 축성했고, 에도 시대에는 지리적 이점 때문에 근세성곽으로 성을 정비해 단바 가메야마 번의 번청으로 삼았다. 현재는 종교법인 오모토의 본부가 입지해 있다. 일반적으로 지역 명칭을 따 가메오카성(亀岡城)으로 불리고 있다.

## 역사
아즈치모모야마 시대
오다 노부나가의 명을 받고 단바 공략에 매진한 아케치 미쓰히데가 단바의 입구 가메오카 분지의 중심에 있는 가메야마 산에 1578년부터 축성했다. 단바 평정후 단바의 중심지로 자리 잡았지만, 1582년 아케치 미쓰히데가 혼노지의 변을 일으킨 뒤, 주고쿠 지방에서 회군한 하시바 히데요시에 의해 토벌되었다. 그 후, 일본을 통일한 히데요시의 주요 거점으로 중시 했으며 그의 친지 하시바 히데카쓰, 하시바 히데토시(후일 고바야카와 히데아키) 등에게 성을 주었다.
에도 시대
도요토미 히데요시 사후, 정권을 장악한 도쿠가와 이에야스도 가메야마 산성을 중시하여 1609년 후다이 다이묘인 오카베 나가모리에게 성을 주어 단바 가메야마 번주에 임명했다. 더욱이 성은 막부의 동원령에 따라 서국 다이묘들에게 노역이 부과되었고, 성을 대폭 확장 개축하였다. 이 때, 도도 다카토라도 참여하여 성의 설계와 자신의 성이였던 이마바리성의 천수각을 헌상하였다고 한다. 성은 1610년 여름쯤에 완성되었고, 혼마루에는 5층의 승탑형 천수가 세워졌다. 이 후 성주는 오규 마쓰다이라 가문(1621년 ~ 1634년), 스가누마 가문(1634년 ~ 1648년), 후지이 마쓰다이라 가문(1648년 ~ 1685년), 구제 가문(1685년 ~ 1697년), 이노우에 가문(1697년 ~ 1702년), 아오야마 가문(1702년 ~ 1749년)을 거쳐 1749년을 끝으로 가타노하라 마쓰다이라 가문의 거성으로 되어 메이지 유신을 맞이하게 된다.
메이지 시대 이후
- 1869년(메이지 2년) 가메야마 번에서 가메오카 번으로 개칭되었다.
- 1871년(메이지 4년) 폐번치현으로 가메오카 번에서 가메야마 현으로 바뀌어 폐번되었다.
- 1873년(메이지 6년) 육군성이 성의 존폐를 결정해 건물 일부가 매각된다.
- 1877년(메이지 10년) 정부의 폐성처분이 결정되었다.
- 1889년(메이지 22년) 시정촌에 불하되어 전매되었다.
- 1919년(다이쇼 8년) 관리가 되지 않은 채 방치되었다가 종교법인 오모토가 성을 구입, 관리하여 현재에 이르고 있다.

## 부속건물

### 천수

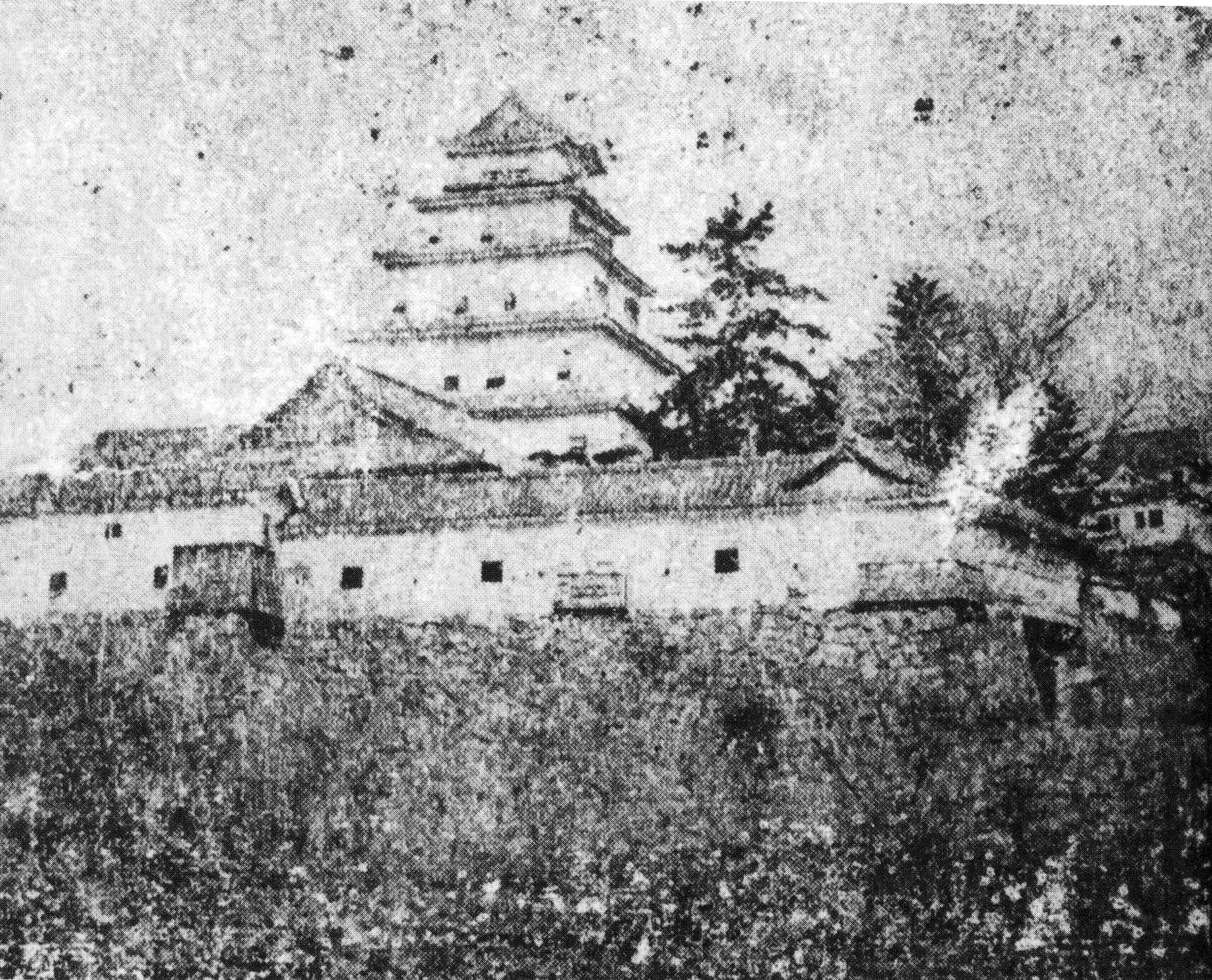
가메야마 성의 전경, 1872년 촬영

19세기 중반에 촬영된 천수는 1609년에 건설된 5층5계의 승탑형 대천수와 2층의 소천수가 복합된 복합식 천수이다. 대천수 최상층에는 주위를 난간으로 꾸몄으며 하후로 장식되어 있다. 하지만, 최상층만 있을 뿐, 그 외의 층에서는 하후와 장식적인 화두창 등은 일체 두지 않았다.
가메야마 산성의 천수는 성이 축성될 당시 아케치 미쓰히데에 의해 지어는 3층의 천수가 있었다. 이후, 고바야카와 히데아키가 1593년 5층으로 개축한 것이라고 하며, 그 후로 천수가 어떻게 변모했는지에 대해서는 알려져 있지 않다. 상기의 서술되로 하후가 일체 없는 승탑형 양식의 천수는 1609년 1610년 이후에 보여지는 것으로 아마 고바야카와 히데아키가 개축한 천수는 그 이후에도 여러 번 개축되었거나 해체되어 변모해 온 것으로 보고 있다.
승탑형 천수의 시초 ?
일본 전국의 첫 승탑형 천수라는 견해가 있다. 이는《관정중수제가보》를 근거로 한 것으로 1604년 ~ 1608년의 이마바리성의 천수를 이축한 것이라는 설이다. 이 설은 자신의 거성인 우에노성으로의 이축을 위해 이마바리 성의 천수를 해체해 이세로 가는 중 도쿠가와 이에야스의 명에 따른 가메야마 산성 축성에 동원 될 때 도도 다카토라가 헌상한 것이라고 한다. 이를 토대로 이마바리 성의 천수가 승탑형 천수의 시초라고 제시하고 있다. 하지만, 이마바리 성의 천수의 외관과 규모에 대해서는 알려져 있지 않고, 그 존재에 관해서도 발굴조사 결과 부정되고 있다. 따라서 이마바리 성의 천수가 승탑형 천수의 시초이라는 견해는 설득력이 떨어진다 하겠다. 이 때문에 현 시점에서의 승탑형 천수 첫 예로 가메야마 산성의 천수를 들고 있지만, 시초는 아니다.

## 남아있는 건조물
천수대, 석벽, 해자, 성루 등은 종교법인 오모토가 매수한 후, 모습이 변하였다. 1935년 오모토 사건으로 정부에 의해 대부분이 파각되었지만, 그 후 교단에 의해 다시 수복되었다. 성의 신고텐 문(나가야 문)은 가메오카 시립 지요카와 소학교에 이축되어 있다.

## 관광
교통
- JR 서일본 가메오카역에서 하차, 도보로 10분소요. (남향)
- JR 서일본 지요카와역에서 하차, 도보로 5분소요. (서향)

※ 종교법인 시설이기 때문에 입구에서 견학 신청을 해야된다.
주변 문화시설 및 관광명소
- 라쿠라쿠소 - 일본 정원
- 이즈모 신사
- 유노하나 온천 (교토 부)

## 같이 보기
- 아케치 미쓰히데
- 야기 성 (교토 부)